# Aphonopelma cratium
Aphonopelma cratium là một loài nhện trong họ Theraphosidae.
Loài này thuộc chi Aphonopelma. Aphonopelma cratium được Ralph Vary Chamberlin miêu tả năm 1940.